# 市役所前站 (千葉縣)
市役所前站（日语：／ Shiyakusho-mae eki */?）是一個位於日本千葉縣千葉市中央區千葉港地先道路中央，屬於千葉都市單軌電車1號線的高架單軌電車車站。車站編號是CM 02。

## 歷史
- 1995年（平成7年）7月1日：車站啟用。
- 2009年（平成21年）3月14日：引入對應PASMO智慧票卡的售票與檢票系統。

## 車站構造
市役所前車站是一個配置有對向式月台共2條軌道的高架車站。站內不設職員駐守，而是以自動售票與檢票設備管理乘客的進出。

### 月台配置
| 月台 | 路線         | 目的地                   |
| ---- | ------------ | ------------------------ |
| 1    | 1號線、2號線 | 千葉、縣廳前、千城台方向 |
| 2    | 1號線、2號線 | 千葉港方向               |

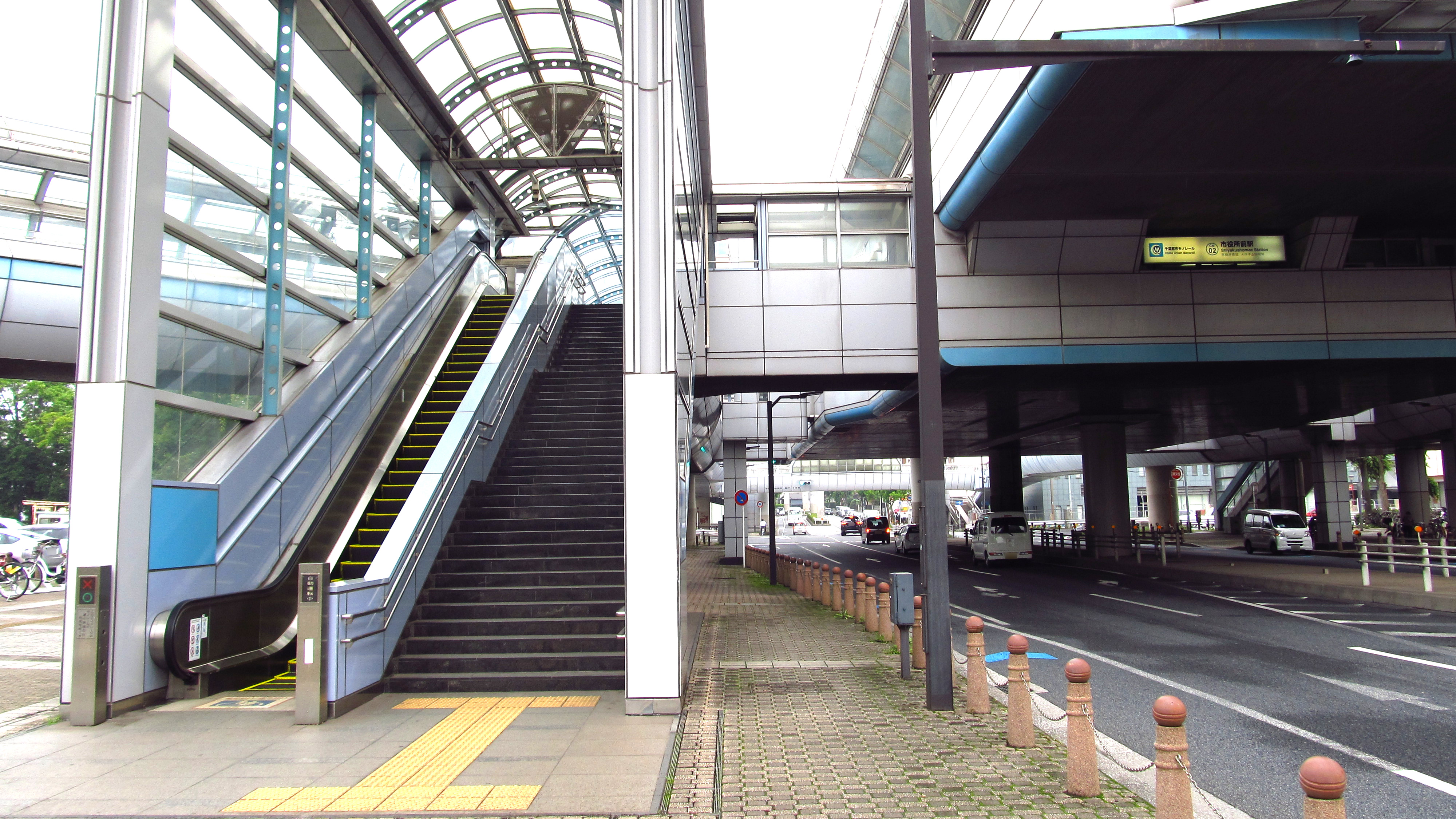
1號出入口（2019年7月1日）
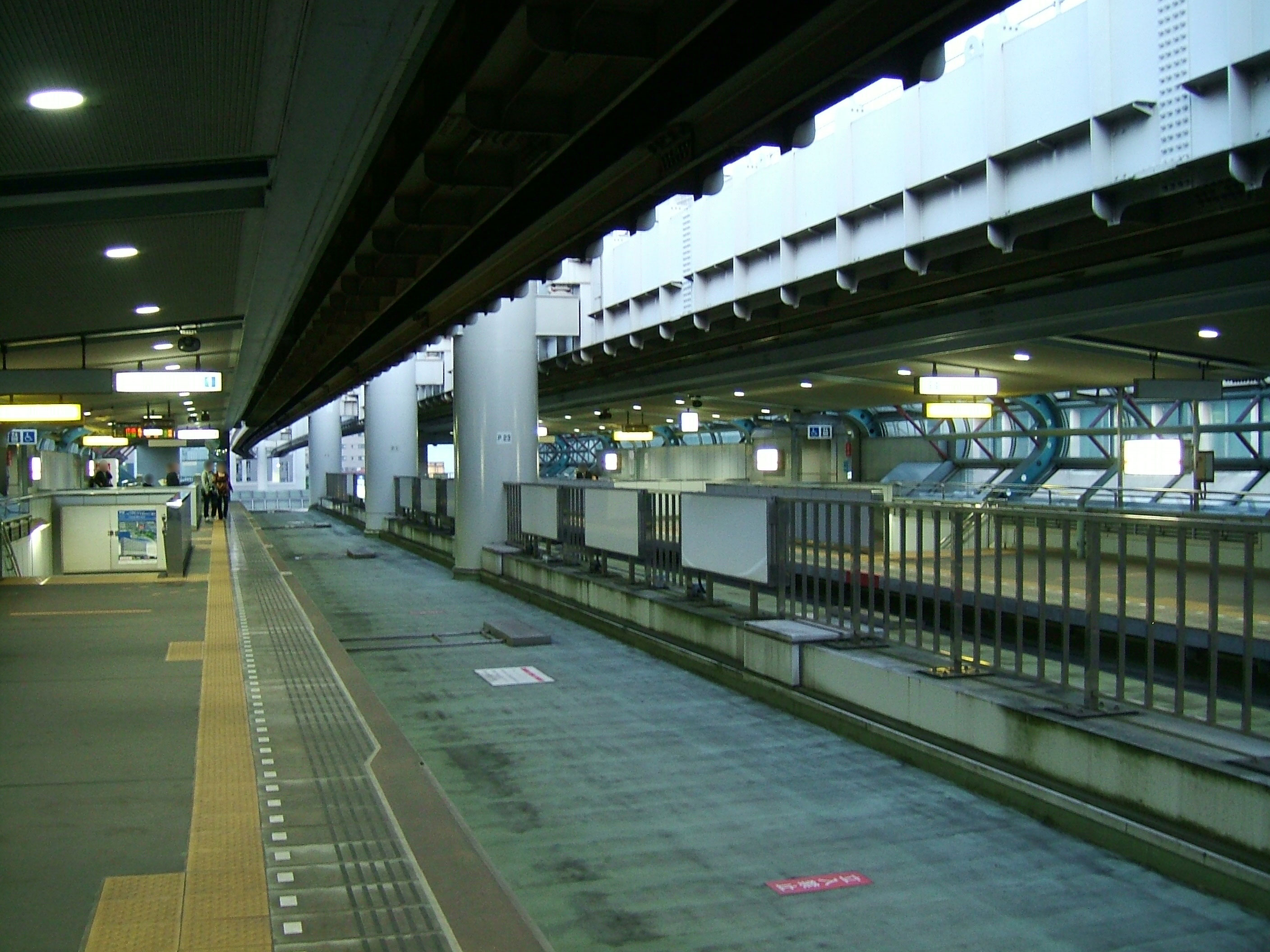
1號月台（2008年10月21日）
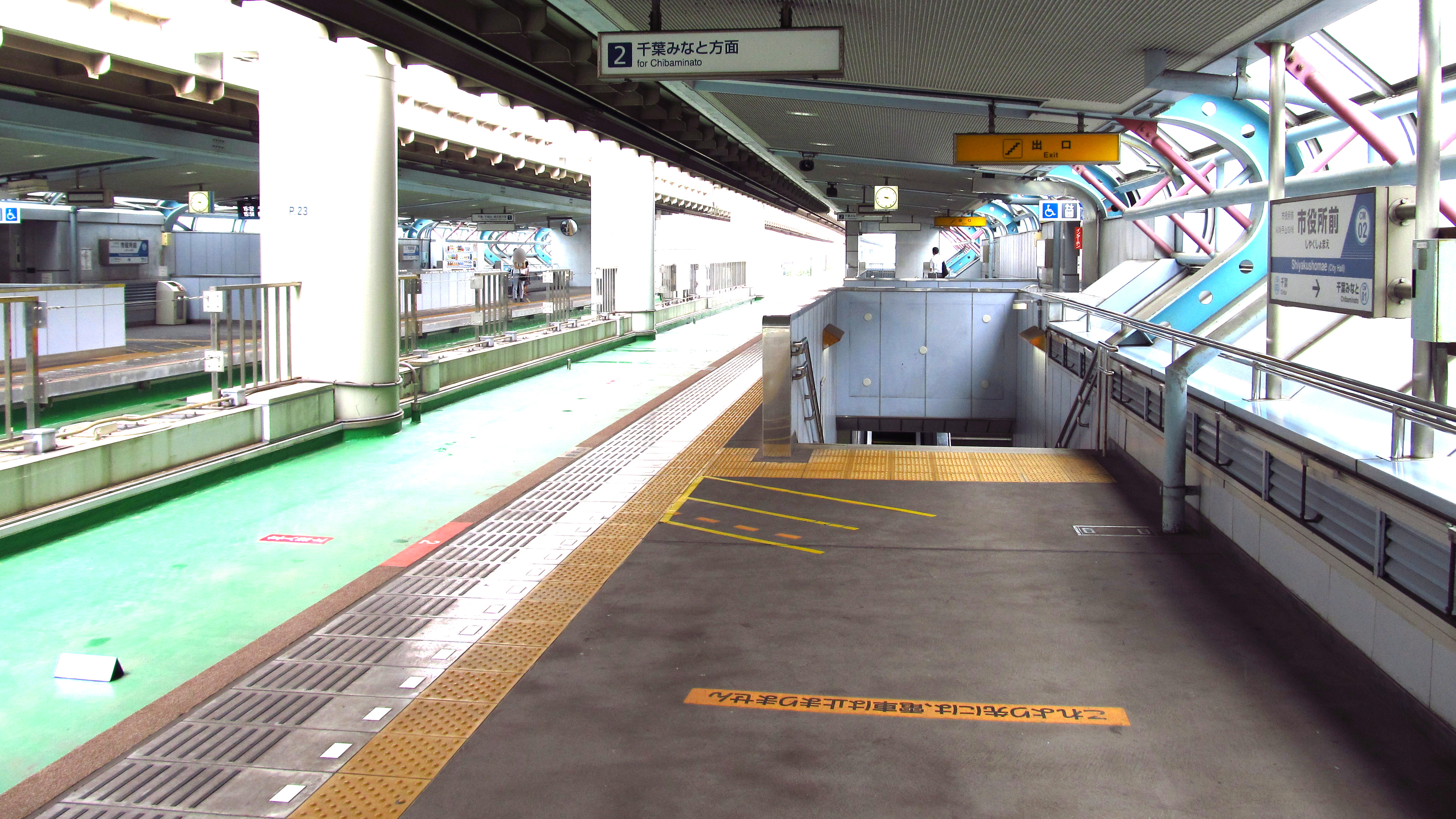
2號月台（2019年7月1日）
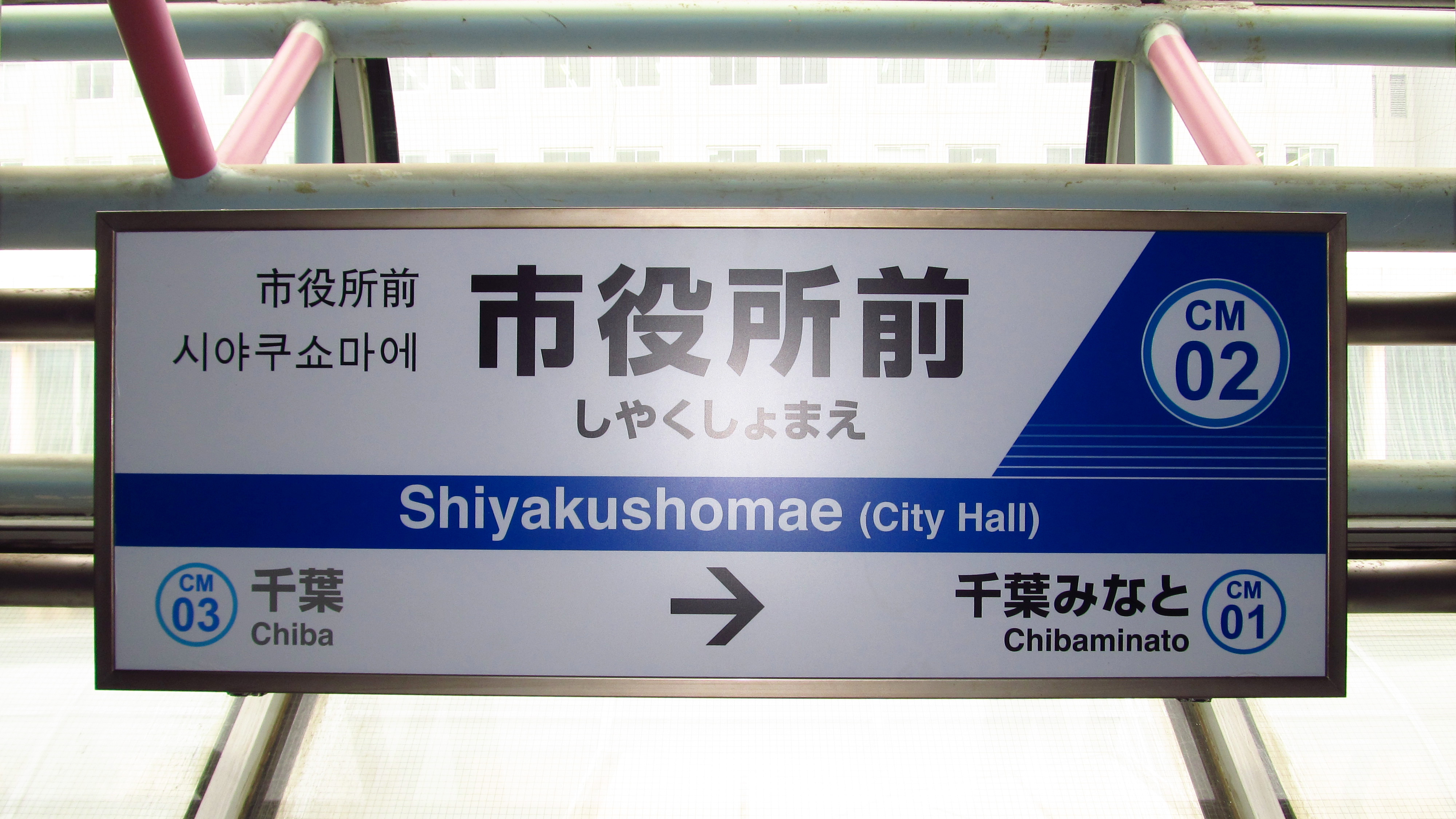
2號月台站名牌（2019年7月1日）

## 使用情況
2010年度1日平均上車人次為2,036人。千葉都市單軌電車18個車站當中排行第6位。
近年1日平均上車人次推移如下表。
| 年度   | 一日平均 上車人次 |
| ------ | ----------------- |
| 1999年 | 2,099             |
| 2000年 | 2,176             |
| 2001年 | 2,083             |
| 2002年 | 2,071             |
| 2003年 | 2,107             |
| 2004年 | 2,025             |
| 2005年 | 1,938             |
| 2006年 | 2,024             |
| 2007年 | 2,108             |
| 2008年 | 2,068             |
| 2009年 | 2,013             |
| 2010年 | 2,036             |

## 車站周邊
市役所前車站是設置在千葉港地先道路與國道357號交叉口、靠近海岸方向的道路中央，車站的西北方緊鄰千葉市議會與市役所（市政府）大樓，三者之間有天橋連結。在車站正西方、與千葉市役所隔著港公園（みなと公園）相望處可以見到為了與JR京葉線轉車而設置的千葉港車站（千葉みなと駅），兩鄰站之間直線距離約500公尺上下是步行也可輕易抵達、遠低於一般設站間距的配置。
- 千叶市役所（日语：千葉市役所）
- 千葉市議會
- NHK千葉放送局
- 國道14號
- 國道357號

## 相鄰車站
千葉都市單軌電車
 1號線
千葉港（CM01）－市役所前（CM02）－千葉（CM03）